# Burkau
Burkau (tiếng Sorbia: Porchow) là một đô thị ở về phía đông của bang Sachsen, thuộc huyện Bautzen của nước Đức.
Burkau nằm ở phía bắc của huyện Bautzen trong vùng rừng thượng Lusatia. Đô thị này cách thành phố Bischofswerda 6 km về phía bắc và cách Bautzen 16 km về phía taay. 

## Trang mạng
- Gemeinde Burkau
- Autobahnkirche Uhyst a. T. (motorway-church Uhyst a. T.)